# Heimbuchenthal
Heimbuchenthal là một xã nằm ở huyện Aschaffenburg, thuộc Regierungsbezirk Unterfranken, bang Bayern, Đức.